# Paul Isberg
Paul Otto Isberg (Helsingborg, 2 de setembro de 1882 — 5 de março de 1955) foi um velejador sueco, campeão olímpico. Ele competiu nos Jogos Olímpicos de Verão de 1912 na classe 10 Metre e conquistou a medalha de ouro na disputa a bordo do Kitty com Carl Hellström, Filip Ericsson, Humbert Lundén, Herman Nyberg, Harry Rosenswärd, Erik Wallerius e Harald Wallin.
Sua filha Kerstin Isberg era uma nadadora sueca.